# Marxist-leninistisk forbund
Liga Marksistowsko-Leninowska (Marxist-leninistisk forbund) – była norweska grupa komunistyczna działająca na początku lat 80. XX wieku.
Członkowie LM-L byli w większości młodymi aktywistami lewego skrzydła Komunistycznej Ligi Robotniczej (Kommunistisk Arbeiderforbund). Program polityczny Ligi był zbliżony do programu Albańskiej Partii Pracy. Grupa publikowała pismo Arbeideren.
LM-L została rozwiązana w połowie lat 80. XX wieku, lecz wielu z jej członków działało w jej kontynuatorce, Marksistowsko-Leninowskiej Grupie Rewolucyjnej (ML-gruppa Revolusjon).